# Franz Hermann Troschel
Franz Hermann Troschel (Spandau, atual Berlim, 10 de Outubro de 1810 – Bonn, 6 de Novembro de 1882) foi um malacologista, paleontólogo, ictiólogo, zoólogo e naturalista alemão. Notabilizou-se pela identificação e classificação das espécies nos campos da malacologia, ictiologia e herpetologia. Algumas espécies que levam o seu nome são a estrela do mar de Troschel (Evaterias troschelii), o peixe-papagaio de Troschel (Chlorurus troschelii), o murex de Troschel (Murex troschelii) e a lesma de água-doce Bithynnia troschelii.

## Biografia
Em 1831, estudou matemática e história natural na Universidade de Berlim.  Em 1840, tornou-se assistente de Martin Lichtenstein (1780-1857) no Museu Humboldt de História Natural de Berlim. Em 1849, tornou-se professor de zoologia e história natural da Universidade de Bonn.  Fez inúmeros estudos sobre a morfologia de mariscos, peixes e répteis, publicados pela revista do Arquivo de História Natural (Archiv für Naturgeschichte).  Nesse mesmo periódico, publicou inúmeros relatórios sobre suas pesquisas no campo da malacologia, dos anfíbios e de outras classes de animais.
Troschel estudou também uma espécie de lagartos sem orelhas a quem deu o nome de Cophosaurus texanus: denominação de origem grega que significa surdo e mudo. A descrição desta espécie de lagarto foi concluída somente em 1850, porém, publicada dois anos depois, 1852, e, portanto, esta é a data oficial para a descrição.

## Obras
- * System der Asteriden. 1842 (em colaboração com Johannes Peter Müller (1801-1858))
- Über die Bedeutsamkeit des naturgeschichtlichen Unterrichts. Berlin 1845
- Horae ichthyologicae. Berlin 1845–49, 3 Hefte (em colaboração com Johannes Peter Müller)
- Handbuch der Zoologie. (Manual de Zoologia) Berlin 1848/1853/1859/1864/1871 (autores originais Arend Friedrich August Wiegmann (1802-1841) e Johann Friedrich Ruthe (1788-1859)). 6. Aufl. Lüderitz, Berlin 1864 (Digitalisierte Ausgabe pela Universidade da Biblioteca de Düsseldorf)
- Das Gebiß der Schnecken zur Begründung einer natürlichen Klassifikation. Berlin 1856–79, 2 Vols. (1866 continuado por Johannes Thiele (1860-1935))